# Розальба Нері
Розальба Нері (італ. Rosalba Neri, 19 червня 1939, Форлі, Італія) — Італійська кіноакторка, грала другорядні або епізодичні ролі. Найбільш відомі фільми в яких вона зіграла були «Анжеліка, маркіза янголів», «Чудова Анжеліка», «Ель Сід», «Донька Франкенштейна».

## Біографія
Розальба народилась в місті Форлі, що знаходиться в адміністративному регіоні Емілія-Романья, на півночі Італії. З шкільних років їй пропонували ролі через її природну красу, в подальшому Розальба вирішує продовжити своє навчання в Центрі експериментальної кінематографії (іноді називають ініціалами C.S.C. у фільмах). У 1956 році вона отримала пропозицію поїхати до Голлівуду, але з невідомих причин відхилила її.
Загалом її універсальна кар'єра охоплює чотири десятиліття. Знімалась вона в основному в Італії, Іспанії та Франції в фільмах жахів, детективах, еротичних комедіях, спагеті-вестернах.

## Фільмографія
| Рік  |   | Українська назва               | Мовою оригіналу                   | Роль                                     | Статус |
| ---- | - | ------------------------------ | --------------------------------- | ---------------------------------------- | ------ |
| 1955 | ф | Пінгвіни дивляться на нас      | I pinguini ci guardano            |                                          | актор  |
| 1957 | ф |                                | Vivendo cantando… che male ti fo? | Росіта                                   | актор  |
| 1958 | ф | Мій батько негідник            | Mon coquin de pere                | Аліда                                    | актор  |
| 1958 | ф | Валерія трохи серйозна дівчина | Valeria ragazza poco seria        | Розалінда                                | актор  |
| 1958 | ф | Небезпечні жінки               | Mogli pericolose                  | Анджеліна (в титрах не зазначена)        | актор  |
| 1960 | ф | В Римі була ніч                | Era notte a Roma                  | Віргінія                                 | актор  |
| 1960 | ф | Есфір та Цар                   | Esther and the King               |                                          | актор  |
| 1960 | ф | Гробниця Фараонів              | Il sepolcro dei re                |                                          | актор  |
| 1960 | ф | Кірасир                        | Il corazziere                     |                                          | актор  |
| 1961 | ф | Ель Сід                        | El Cid                            | Дівчина в гаремі (в титрах не зазначена) | актор  |
| 1961 | ф |                                | Il relitto                        |                                          | актор  |
| 1961 | ф | Тото, Пеппіно та солодке життя | Toto, Peppino e… la dolce vita    | Магда                                    | актор  |
| 1961 | ф | Як добре жити                  | Che gioia vivere                  |                                          | актор  |
| 1961 | ф |                                | Vacanze alla baia d'argento       |                                          | актор  |